# Henri Baron
Henri Charles Antoine Baron (n. 23 iunie 1816, Besançon, Franța – d. 11 septembrie 1885, Geneva, Geneva, Elveția) a fost un pictor, gravor și ilustrator francez.

## Biografie
A studiat arta cu Jean Gigoux⁠(d), care a avut o influență puternică asupra operei sale. Debutul său la Salon a avut loc în 1840, unde a expus frecvent și a câștigat numeroase medalii. În 1846, Ducele de Aumale i-a comandat un panou decorativ, care înfățișa Chantilly în secolul al XVI-lea, pentru camera sa de la Castelul Chantilly. Patru ani mai târziu, statul a achiziționat pictura sa reprezentând o scenă din baletul Les Noces de Gamache, de Louis Milon⁠(d). Călătoriile sale regulate în Italia au inspirat multe dintre lucrările sale.
În 1852, s-a căsătorit cu Octavie Bovy, fiica sculptorului și gravorului elvețian Antoine Bovy. Datorită acestei legături familiale, a fost angajat să participe la restaurarea decorațiunilor de la Château de Gruyères⁠(d) (Cantonul Fribourg).
A participat în mod regulat la Salonul de la Lyon. După 1862, a fost membru activ al Société des amis des arts. Cinci ani mai târziu, împărăteasa Eugenie l-a însărcinat să surprindă în pictură festivalul de la Palatul Tuileries, care a avut loc în timpul Expoziției Universale. Acesta a fost prezentat la Salonul din 1868. Pictura sa, „Iarna”, a făcut parte dintr-o expoziție majoră la Expoziția Universală din 1878.
A colaborat frecvent cu François-Louis Français⁠(d) și, împreună, au fondat revista Les artistes contemporains. El, Français, Gigoux și Célestin Nanteuil⁠(d) au fost coautori ai multor compoziții, în special pentru atelierul de litografie și editura Bertauts.
La scurt timp după ce a fost numit Cavaler al Legiunii de onoare, a murit la Geneva, unde deținea o reședință parțială de la căsătorie.
Fratele său, Jules-Aimable Baron (1814-1899), a fost și designer și litograf.

## Selecție de picturi

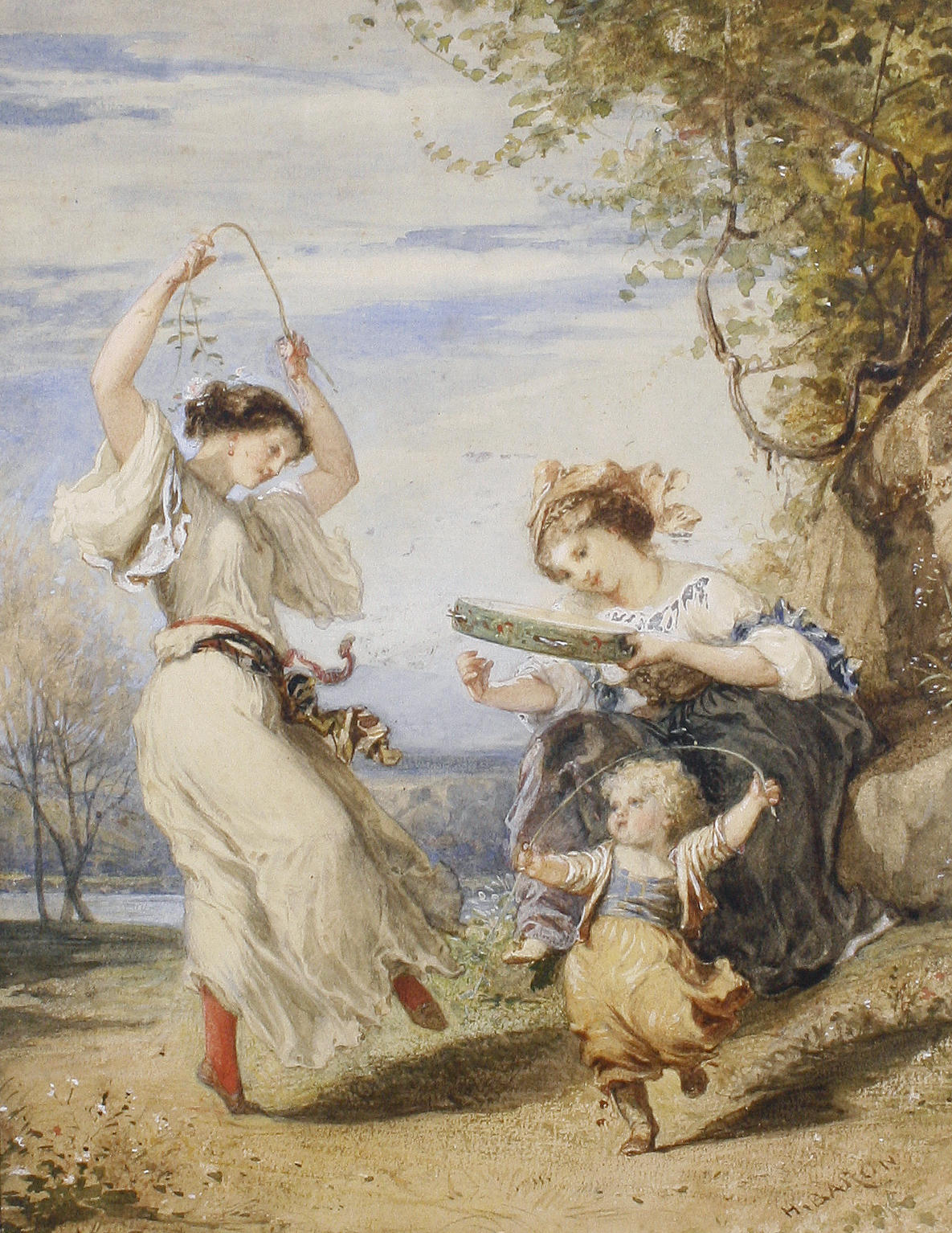
Italience dansând
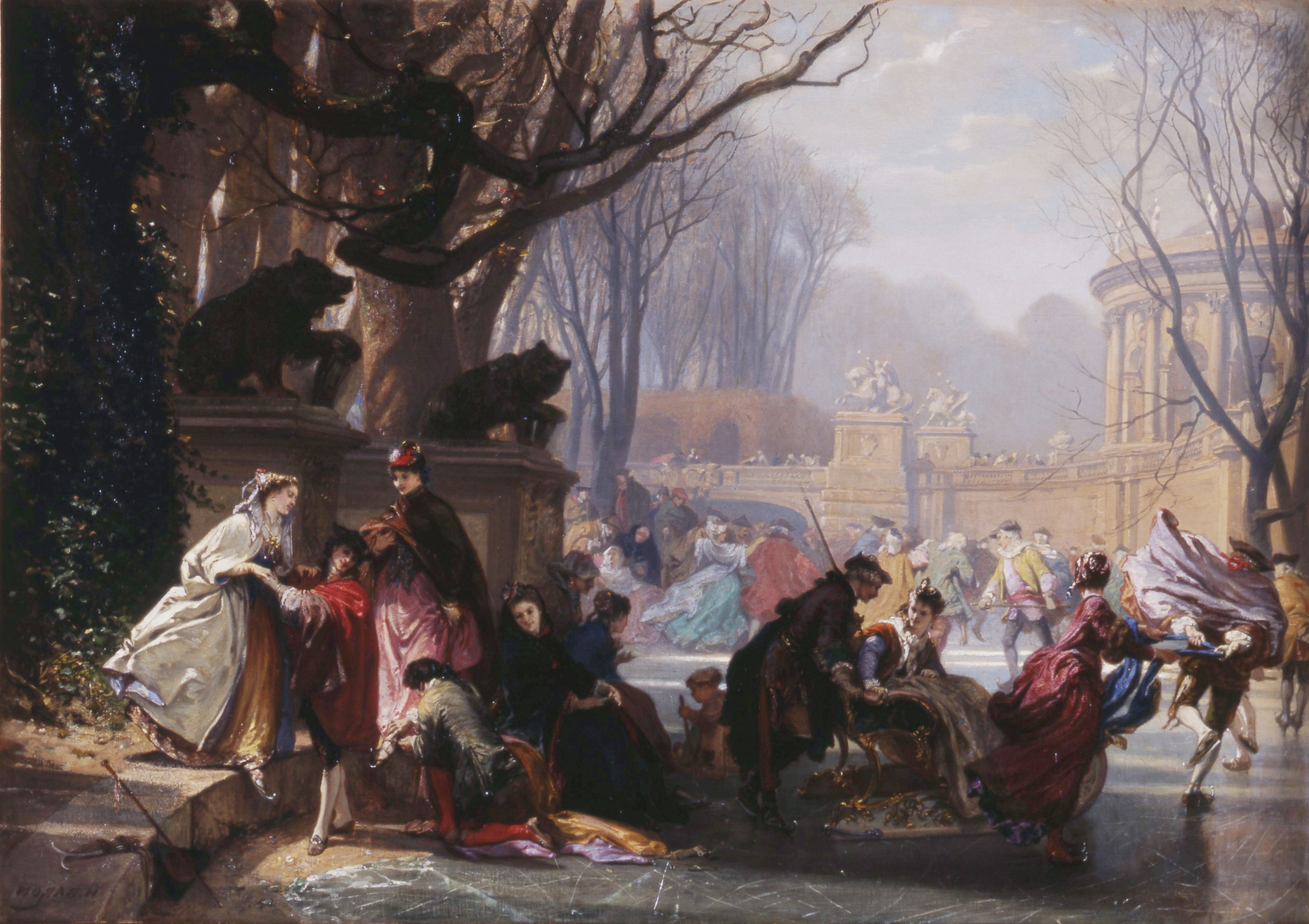
Patinatorii
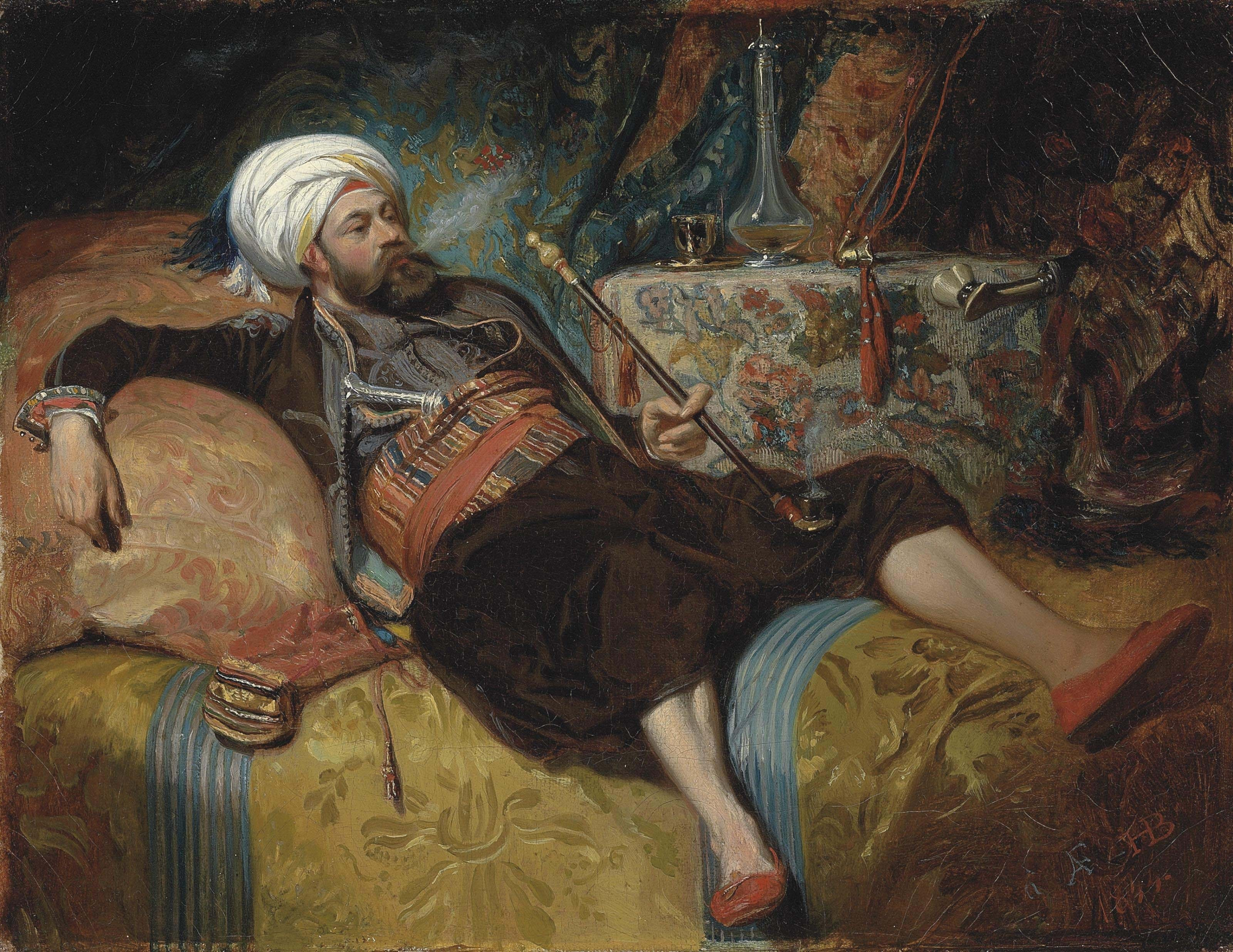
Turc culcat fumând o narghilea
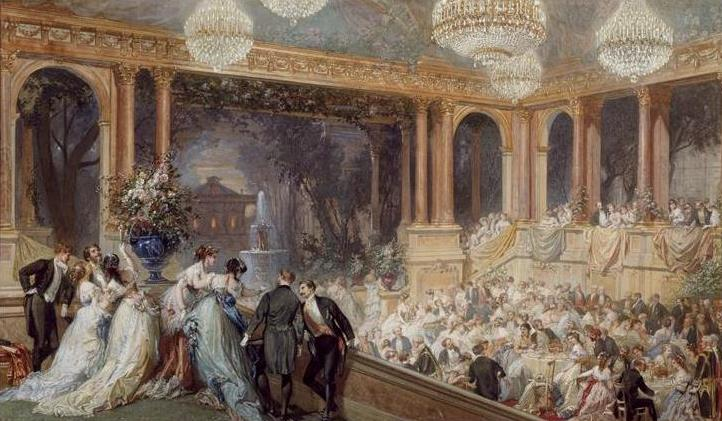
Cina la Tuileries
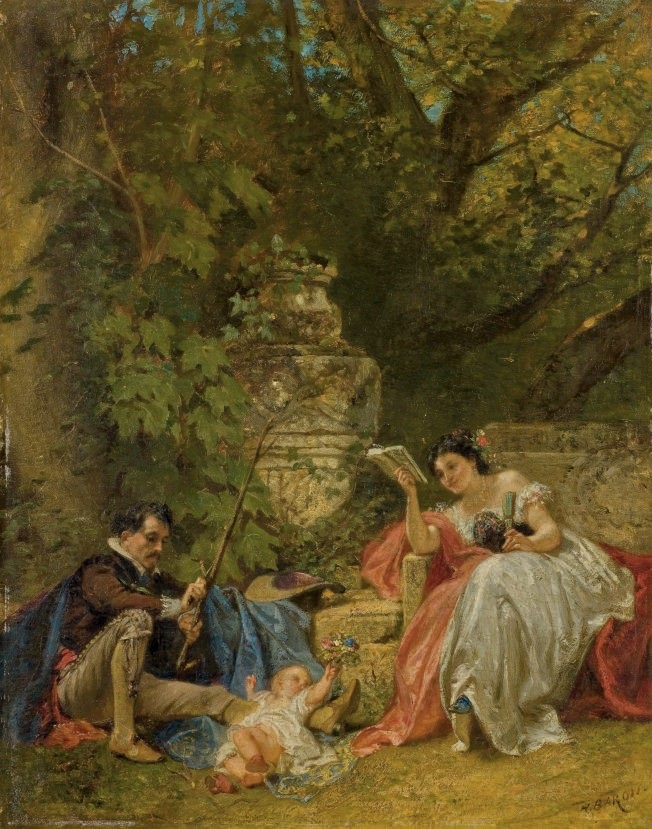
Nepăsare